# Temporada do Santos Futebol Clube de 2016
A temporada do Santos Futebol Clube de 2016 começou com a realização em 23 de janeiro de um amistoso contra o Bahia, na Arena Fonte Nova, em Salvador, onde as duas equipes empataram em 2–2. A partida foi realizada em comemoração dos 85 anos do clube baiano.
Em 30 de janeiro iniciou a disputa do primeiro campeonato da temporada, o Campeonato Paulista. Na sequência da temporada disputou a Copa do Brasil e o Campeonato Brasileiro. Foi campeão do Campeonato Paulista pela 22.ª vez sendo o clube que mais venceu na era profissional. No campeonato desse ano foram 11 vitórias, 7 empates e apenas 1 derrota. Na Copa do Brasil teve a oportunidade de enfrentar pela primeira vez na história do clube um time do Amapá, o Santos-AP, pela primeira fase da competição. Depois eliminou Galvez, Gama e Vasco, chegando até as quartas de finais quando foi eliminado pelo Internacional. No Campeonato Brasileiro foi vice campeão, realizando a sua melhor campanha da década até então e se classificando para a Copa Libertadores depois de cinco anos.
Essa temporada também ficou marcada pelos 100 anos da Vila Belmiro marcado com a realização de um amistoso contra o Benfica em comemoração da data. A partida marcou a despedida dos ídolos Léo e Giovanni e terminou em 1 a 1.

## Elenco e comissão técnica
Última atualização: 11 de outubro de 2016.
Legenda
- : Prata da casa (Jogador da base)
- : Capitão
- : Jogador lesionado ou sem condições físicas de atuar
- : Seleção Brasileira
- : Seleção Olímpica

## Transferências para 2016
Legenda
: Jogador chegando 

: Jogador saindo 

: Jogadores que voltam de empréstimo 

: Jogadores emprestados
| Chegadas |      |                    |                   |      |
|          | Pos. | Jogador            | Clube anterior    | Ref. |
|          | A    | Lucas Crispim      | Joinville         |      |
|          | M    | Elano              | Chennaiyin        |      |
|          | A    | Patito Rodríguez   | Johor             |      |
|          | Z    | Jubal              | Avaí              |      |
|          | M    | Pedro Castro       | Santa Cruz        |      |
|          | A    | Diego Cardoso      | Bragantino        |      |
|          | A    | Stéfano Yuri       | Náutico           |      |
|          | LD   | Rafael Galhardo    | Grêmio            |      |
|          | A    | Paulinho           | Flamengo          |      |
|          | A    | Joel               | Cruzeiro          |      |
|          | A    | Leandro Damião     | Cruzeiro          |      |
|          | Z    | Luiz Felipe        | Paraná            |      |
|          | A    | Maxi Rolón         | Barcelona B       |      |
|          | G    | Gabriel Gasparotto | Capivariano       |      |
|          | A    | Leandro Damião     | Betis             |      |
|          | A    | Rodrigão           | Campinense        |      |
|          | V    | Yuri               | Audax             |      |
|          | M    | Jean Mota          | Fortaleza         |      |
|          | M    | Emiliano Vecchio   | Qatar SC          |      |
|          | A    | Jonathan Copete    | Atlético Nacional |      |
|          | Z    | Fabián Noguera     | Banfield          |      |
|          | LE   | Emerson Palmieri   | Roma              |      |

| Saídas |      |                    |                  |      |
|        | Pos. | Jogador            | Clube de destino | Ref. |
|        | G    | Gabriel Gasparotto | Capivariano      |      |
|        | LE   | Chiquinho          | Flamengo         |      |
|        | A    | Nilson             | Cianorte         |      |
|        | A    | Leandro            | Palmeiras        |      |
|        | Z    | Werley             | Grêmio           |      |
|        | LD   | Crystian           | Paysandu         |      |
|        | V    | Ledesma            | Panathinaikos    |      |
|        | Z    | Leonardo           | Mersin           |      |
|        | A    | Diego Cardoso      | Vila Nova        |      |
|        | LD   | Rafael Galhardo    | Anderlecht       |      |
|        | M    | Marquinhos Gabriel | Al-Nassr         |      |
|        | A    | Geuvânio           | Tianjin Quanjian |      |
|        | A    | Stéfano Yuri       | Botafogo-SP      |      |
|        | A    | Leandro Damião     | Betis            |      |
|        | Z    | Jubal              | Arouca           |      |
|        | M    | Pedro Castro       | Botafogo-PB      |      |
|        | V    | Lucas Otávio       | Paraná           |      |
|        | M    | Marquinhos         | Audax            |      |
|        | A    | Neto Berola        | Atlético-MG      |      |
|        | A    | Patito Rodríguez   | AEK              |      |
|        | A    | Maxi Rolón         | Indefinido       |      |
|        | LE   | Emerson Palmieri   | Roma             |      |
|        | Z    | Paulo Ricardo      | Sion             |      |
|        | M    | Serginho           | Vitória          |      |
|        | M    | Ronaldo Mendes     | Al-Wasl          |      |
|        | V    | Leandrinho         | Rio Ave          |      |
|        | A    | Leandro Damião     | Flamengo         |      |
|        | A    | Lucas Crispim      | Atlético-GO      |      |
|        | A    | Gabriel            | Internazionale   |      |
|        | LE   | Emerson Palmieri   | Roma             |      |

## Estatísticas

### Desempenho dos treinadores

#### Desempenho geral
| Técnico        | J  | V  | E  | D  | GP  | GC | SG | %     |
| -------------- | -- | -- | -- | -- | --- | -- | -- | ----- |
| Dorival Júnior | 59 | 33 | 15 | 11 | 102 | 52 | 50 | 64,41 |

#### Desempenho como mandante
| Técnico        | J  | V  | E | D | GP | GC | SG | %     |
| -------------- | -- | -- | - | - | -- | -- | -- | ----- |
| Dorival Júnior | 19 | 15 | 3 | 1 | 41 | 11 | 28 | 84,21 |

#### Desempenho como visitante
| Técnico        | J  | V | E | D | GP | GC | SG | %     |
| -------------- | -- | - | - | - | -- | -- | -- | ----- |
| Dorival Júnior | 19 | 6 | 8 | 5 | 29 | 23 | 6  | 45,61 |

### Artilharia
| #             | Jogador          | Gols | Campeonato Paulista | Copa do Brasil | Campeonato Brasileiro |
| ------------- | ---------------- | ---- | ------------------- | -------------- | --------------------- |
| 1.º           | Gabriel          | 7    | 7                   |                |                       |
| 1.º           | Ricardo Oliveira | 7    | 7                   |                |                       |
| 3.º           | Joel             | 5    | 3                   | 2              |                       |
| 4.º           | Ronaldo Mendes   | 3    | 2                   | 1              |                       |
| 4.º           | Vitor Bueno      | 3    | 3                   |                |                       |
| 6.º           | Gustavo Henrique | 2    | 2                   |                |                       |
| 6.º           | Lucas Lima       | 2    | 2                   |                |                       |
| 6.º           | Paulinho         | 2    | 2                   |                |                       |
| 9.º           | Léo Cittadini    | 1    | 1                   |                |                       |
| 9.º           | Luiz Felipe      | 1    |                     | 1              |                       |
| 9.º           | Rafael Longuine  | 1    | 1                   |                |                       |
| 9.º           | Victor Ferraz    | 1    | 1                   |                |                       |
| 9.º           | Zeca             | 1    | 1                   |                |                       |
| Gol(s) contra | Gol(s) contra    | 2    | 2                   |                |                       |
| Total         | Total            | 38   | 34                  | 4              |                       |
| Média         | Média            | 1,8  | 1,8                 | 2,0            |                       |

### Assistências
| #     | Jogador          | Assis. | Campeonato Paulista | Copa do Brasil | Campeonato Brasileiro |
| ----- | ---------------- | ------ | ------------------- | -------------- | --------------------- |
| 1.º   | Lucas Lima       | 5      | 5                   |                |                       |
| 2.º   | Gabriel          | 3      | 3                   |                |                       |
| 2.º   | Ricardo Oliveira | 3      | 3                   |                |                       |
| 4.º   | Paulinho         | 2      | 1                   | 1              |                       |
| 4.º   | Rafael Longuine  | 2      | 2                   |                |                       |
| 4.º   | Victor Ferraz    | 2      | 2                   |                |                       |
| 7.º   | Elano            | 1      |                     | 1              |                       |
| 7.º   | Joel             | 1      | 1                   |                |                       |
| 7.º   | Léo Cittadini    | 1      | 1                   |                |                       |
| 7.º   | Serginho         | 1      | 1                   |                |                       |
| 7.º   | Vitor Bueno      | 1      | 1                   |                |                       |
| 7.º   | Zeca             | 1      | 1                   |                |                       |
| Total | Total            | 23     | 21                  | 2              |                       |
| Média | Média            | 1,1    | 1,1                 | 1,0            |                       |

### Histórico disciplinar
| #    | Jogador          | Paulistão                     | Paulistão | Copa do Brasil                | Copa do Brasil | Brasileirão                   | Brasileirão | Total                         | Total   |
| #    | Jogador          | Penalizado com cartão amarelo | Expulso   | Penalizado com cartão amarelo | Expulso        | Penalizado com cartão amarelo | Expulso     | Penalizado com cartão amarelo | Expulso |
| ---- | ---------------- | ----------------------------- | --------- | ----------------------------- | -------------- | ----------------------------- | ----------- | ----------------------------- | ------- |
| 1.º  | Elano            | 4                             |           | 1                             |                |                               |             | 5                             |         |
| 1.º  | Gabriel          | 5                             |           |                               |                |                               |             | 5                             |         |
| 1.º  | Gustavo Henrique | 5                             |           |                               |                |                               |             | 5                             |         |
| 1.º  | Lucas Lima       | 5                             |           |                               |                |                               |             | 5                             |         |
| 5.º  | Thiago Maia      | 4                             |           |                               |                |                               |             | 4                             |         |
| 6.º  | Lucas Veríssimo  | 2                             |           | 1                             |                |                               |             | 3                             |         |
| 6.º  | Victor Ferraz    | 3                             |           |                               |                |                               |             | 3                             |         |
| 8.º  | Paulinho         | 1                             |           | 1                             |                |                               |             | 2                             |         |
| 8.º  | Vitor Bueno      | 2                             |           |                               |                |                               |             | 2                             |         |
| 8.º  | Zeca             | 2                             |           |                               |                |                               |             | 2                             |         |
| 11.º | Alison           |                               |           | 2                             | 1              |                               |             | 2                             | 1       |
| 11.º | David Braz       | 1                             |           |                               |                |                               |             | 1                             |         |
| 11.º | Léo Cittadini    | 1                             |           |                               |                |                               |             | 1                             |         |
| 11.º | Vanderlei        | 1                             |           |                               |                |                               |             | 1                             |         |
| 11.º | Luiz Felipe      |                               |           | 1                             |                |                               |             | 1                             |         |
| 11.º | Ricardo Oliveira | 1                             |           |                               |                |                               |             | 1                             |         |
| 11.º | Ronaldo Mendes   | 1                             |           |                               |                |                               |             | 1                             |         |
| 11.º | Vanderlei        | 1                             |           |                               |                |                               |             | 1                             |         |
|      | Total            | 39                            |           | 6                             | 1              |                               |             | 45                            | 1       |
|      | Média            | 2,1                           |           | 3,0                           | 0,5            |                               |             | 2,1                           | 0,1     |

### Vista geral
| Jogos disputados      | 68 (2 Amistosos) (19 Paulistão) (9 Copa do Brasil) (38 Brasileirão)   |
| Jogos vencidos        | 38 (0 Amistosos) (11 Paulistão) (5 Copa do Brasil) (22 Brasileirão)   |
| Jogos empatados       | 17 (2 Amistosos) (7 Paulistão) (3 Copa do Brasil) (5 Brasileirão)     |
| Jogos perdidos        | 13 (0 Amistosos) (1 Paulistão) (1 Copa do Brasil) (11 Brasileirão)    |
| Mais participações    | Vanderlei (65 jogos)                                                  |
| Jogos sem sofrer gols | 26 (0 Amistosos) (8 Paulistão) (4 Copa do Brasil) (14 Brasileirão)    |
| Jogos sem marcar gols | 10 (0 Amistosos) (3 Paulistão) (2 Copa do Brasil) (5 Brasileirão)     |
| Gols marcados         | 113 (3 Amistosos) (34 Paulistão) (17 Copa do Brasil) (59 Brasileirão) |
| Mais gols             | Ricardo Oliveira (22 gols)                                            |
| Gols sofridos         | 62 (3 Amistosos) (17 Paulistão) (7 Copa do Brasil) (35 Brasileirão)   |
| Assistências          | 23 (0 Amistosos) (21 Paulistão) (2 Copa do Brasil) (0 Brasileirão)    |
| Mais assistências     | Lucas Lima (5 assistências)                                           |
| Cartões amarelos      | 45 (4 Amistosos) (39 Paulistão) (6 Copa do Brasil) (0 Brasileirão)    |
| Cartões vermelhos     | 1 (1 Amistosos) (0 Paulistão) (1 Copa do Brasil) (0 Brasileirão)      |
| Pior disciplina       | Elano Gabriel Gustavo Henrique Lucas Lima (4 , 0 )                    |

## Amistosos
- Amistoso de comemoração dos 85 anos do Esporte Clube Bahia. O local e a data da partida foram decididos pela torcida do clube baiano, por meio de votação.[1]

| 23 de janeiro Amistoso | Bahia                                                                              | 2 – 2     | Santos                                                                                                   | Salvador, (BA)                                          |  |
| 18:30 (de Brasília)    | · Paulo Roberto 15' · Hernane 48' · Hernane 55' (pen) · Gustavo 67' · Hayner 90+3' | Relatório | · Gabriel 24' · Lucas Lima 28' · Victor Ferraz 30' · Alison 43' · Caju 54' · Serginho 90+1' · Caju 90+3' | Estádio: Arena Fonte Nova Árbitro: BA Diego Pombo Lopez |  |

  Amistoso internacional (Comemoração de 100 anos da Vila Belmiro)
- No dia 8 de outubro de 2016, a Vila recebeu um amistoso entre Santos e Benfica, em comemoração dos 100 anos do estádio, o adversário escolhido pelo Santos foi o Benfica, em alusão a decisão do Mundial Interclubes de 1962. A partida marcou a despedida dos ídolos Léo e Giovanni.[8] A partida terminou empatada em 1 a 1, gols do zagueiro Fabián Noguera (Santos) e Salvio (Benfica):

| 8 de outubro | Santos             | 1 – 1  | Benfica          |  |  |
| 16:00        | Fabián Noguera 87' | Report | 46' (pen) Salvio |  |  |

## Competições

### Campeonato Paulista - Série A1

#### Fase de grupos

##### Grupo A
| Pos. | Equipes     | P  | J  | V | E | D | GP | GC | SG | %    | M       | Classificação ou rebaixamento           |
| ---- | ----------- | -- | -- | - | - | - | -- | -- | -- | ---- | ------- | --------------------------------------- |
| 1    | Santos      | 32 | 15 | 9 | 5 | 1 | 28 | 14 | 14 | 71,1 | Estável | Equipes que avançam às quartas-de-final |
| 2    | São Bento   | 27 | 15 | 7 | 6 | 2 | 21 | 11 | 10 | 60,0 | Estável | Equipes que avançam às quartas-de-final |
| 3    | Linense     | 20 | 15 | 4 | 8 | 3 | 21 | 19 | 2  | 44,4 | Estável |                                         |
| 4    | Botafogo-SP | 19 | 15 | 4 | 7 | 4 | 15 | 14 | 1  | 42,2 | Estável |                                         |
| 5    | Oeste       | 13 | 15 | 3 | 4 | 8 | 13 | 19 | -6 | 28,9 | Estável | Equipe rebaixada à Série A2 de 2017     |

##### Desempenho por rodada
Desempenho do Santos por rodada:
| Rodadas   | 1.ª | 2.ª | 3.ª | 4.ª | 5.ª | 6.ª | 7.ª | 8.ª | 9.ª | 10.ª | 11.ª | 12.ª | 13.ª | 14.ª | 15.ª |
| Local     | C   | F   | C   | F   | F   | C   | F   | C   | C   | F    | F    | C    | C    | F    | C    |
| Resultado | E   | V   | V   | E   | E   | V   | D   | V   | V   | E    | V    | E    | V    | V    | V    |
| Colocação | 3.º | 1.º | 1.º | 2.º | 2.º | 1.º | 1.º | 1.º | 1.º | 1.º  | 1.º  | 1.º  | 1.º  | 1.º  | 1.º  |

##### Partidas
| 30 de janeiro 1.ª rodada | Santos                      | 1 – 1                    | São Bernardo                                              | Santos, (SP)                                                                       |  |
| 17:00 (de Brasília)      | · Gabriel 58' · Gabriel 81' | Relatório Súmula Borderô | · Luciano Castán 10' · Léo Veloso 29' · Paulo Marcelo 66' | Estádio: Vila Belmiro Público: 9,341 pagantes Árbitro: SP José Cláudio Rocha Filho |  |

| 3 de fevereiro 2.ª rodada | Ponte Preta                                                  | 0 – 2                    | Santos                                                                                     | Campinas, (SP)                                                                                   |  |
| 21:45 (de Brasília)       | Eurico 21' Rhayner 70' Alexandro 71' Jeferson 75' Ferron 83' | Relatório Súmula Borderô | · Ricardo Oliveira 10' · Gabriel 37' · Paulinho 45' · Lucas Lima 54' · Lucas Veríssimo 84' | Estádio: Moisés Lucarelli Público: 6,683 pagantes Árbitro: SP Marcelo Aparecido Ribeiro de Souza |  |

| 6 de fevereiro 3.ª rodada | Santos                                                                           | 2 – 1                    | Ituano | Santos, (SP)                                                                         |  |
| 11:00 (de Brasília)       | · Gustavo Henrique 45+3' · Elano 88' · Ricardo Oliveira 90+6' · Lucas Lima 90+6' | Relatório Súmula Borderô | · Raul Prata 20' · Luiz Felipe 37' · Peri 45+2' · Claudinho 60' · Naylhor 82' · Raul Prata 90+5' · Naylhor 90+6' | Estádio: Vila Belmiro Público: 5,501 pagantes Árbitro: SP Douglas Marques das Flores |  |

| 13 de fevereiro 4.ª rodada | Novorizontino                                    | 3 – 3                    | Santos                                             | Novo Horizonte, (SP)                                                                         |  |
| 21:00 (de Brasília)        | · Pereira 52' · Fagner 67' · Lima 71' · Lima 81' | Relatório Súmula Borderô | · Gabriel 39' · Lucas Lima 57' · Victor Ferraz 84' | Estádio: Jorge Ismael de Biasi Público: 7,072 pagantes Árbitro: SP Luiz Vanderlei Martinucho |  |

| 20 de fevereiro 5.ª rodada | Palmeiras                                            | 0 – 0                    | Santos                                                                                           | São Paulo, (SP)                                                                   |  |
| 17:00 (de Brasília)        | Matheus Sales 48' Gabriel Jesus 68' Alecsandro 90+2' | Relatório Súmula Borderô | Victor Ferraz 33' Ricardo Oliveira 72' Elano 80' Zeca 83' Léo Cittadini 84' Gustavo Henrique 87' | Estádio: Allianz Parque Público: 23,181 pagantes Árbitro: SP Raphael Claus (FIFA) |  |

| 25 de fevereiro 6.ª rodada | Santos                                                                            | 4 – 1                    | Mogi Mirim                                                                            | São Paulo, (SP)                                                         |  |
| 19:30 (de Brasília)        | · Bruno Costa 27' · Joel 51' · Gustavo Henrique 60' · Joel 74' · Lucas Lima 90+1' | Relatório Súmula Borderô | · Renato Santos 35' · Gabriel Dias 50' · Bruno Teles 65' · Wendel 83' · Lulinha 90+2' | Estádio: Pacaembu Público: 9,897 pagantes Árbitro: SP Alessandro Darcie |  |

| 28 de fevereiro 7.ª rodada | Red Bull Brasil                                                                                  | 2 – 0                    | Santos | São José dos Campos, (SP)                                                                   |  |
| 19:30 (de Brasília)        | · Everton Silva 25' · Thiago Galhardo 38' · Luan 47' · Dráusio 69' · Breno Lopes 77' · Roger 87' | Relatório Súmula Borderô |        | Estádio: Martins Pereira Público: 6,191 pagantes Árbitro: SP Vinícius Gonçalves Dias Araújo |  |

| 6 de março 8.ª rodada | Santos                                                                            | 2 – 0                    | Corinthians | Santos, (SP)                                                                        |  |
| 16:00 (de Brasília)   | · Ricardo Oliveira 8' · Victor Ferraz 71' · Lucas Lima 82' · Ricardo Oliveira 85' | Relatório Súmula Borderô |             | Estádio: Vila Belmiro Público: 9,635 pagantes Árbitro: SP Flávio Rodrigues de Souza |  |

| 12 de março 9.ª rodada | Santos                                                       | 1 – 0                    | Água Santa                                   | São Paulo, (SP)                                                        |  |
| 18:30 (de Brasília)    | · Rafael Longuine 29' · Thiago Maia 31' · Ronaldo Mendes 90' | Relatório Súmula Borderô | André Rocha 26' Jonathan 47' André Rocha 55' | Estádio: Pacaembu Público: 15,985 pagantes Árbitro: SP Vinícius Furlan |  |

| 20 de março 10.ª rodada | Rio Claro                                         | 0 – 0                    | Santos          | Rio Claro, (SP)                                                                          |  |
| 19:30 (de Brasília)     | Rodrigo Celeste 30' João Paulo 46' Léo Coelho 70' | Relatório Súmula Borderô | Thiago Maia 57' | Estádio: Augusto Schmidt Público: 1,926 pagantes Árbitro: SP Rafael Gomes Felix da Silva |  |

| 15 de março 11.ª rodada | XV de Piracicaba                | 0 – 1                    | Santos                                                           | Piracicaba, (SP)                                                                    |  |
| 19:30 (de Brasília)     | Henrique Santos 52' Clayton 68' | Relatório Súmula Borderô | · Lucas Veríssimo 21' · Gustavo Henrique 40' · Victor Ferraz 70' | Estádio: Barão de Serra Negra Público: 4,829 pagantes Árbitro: SP Alessandro Darcie |  |

| 27 de março 12.ª rodada | Santos                         | 1 – 1                    | São Paulo                               | Santos, (SP)                                                                                 |  |
| 18:30 (de Brasília)     | · Joel 59' · Neto Berola 90+2' | Relatório Súmula Borderô | · Alan Kardec 82' · Lucas Fernandes 89' | Estádio: Vila Belmiro Público: 6,239 pagantes Árbitro: SP Marcelo Aparecido Ribeiro de Souza |  |

| 31 de março 13.ª rodada | Santos                                                                                  | 4 – 1                    | Ferroviária                                                | Santos, (SP)                                                                        |  |
| 21:30 (de Brasília)     | · Gabriel 21' · Zeca 62' · Paulinho 72' · Lucas Lima 74' · Paulinho 75' · Gabriel 90+1' | Relatório Súmula Borderô | · Tiago Marques 32' · Thallyson 49' · Fernando Gabriel 61' | Estádio: Vila Belmiro Público: 4,208 pagantes Árbitro: SP Luiz Vanderlei Martinucho |  |

| 3 de abril 14.ª rodada | Capivariano                                                                           | 3 – 5                    | Santos | Capivari, (SP)                                                                                 |  |
| 18:30 (de Brasília)    | · Bruno Maia 22' · Bruno Maia 45+2' · Wigor 74' · Jácio 80' · Kleiton Domingues 90+1' | Relatório Súmula Borderô | · Fabrício Lusa 27' · Ricardo Oliveira 32' · Gustavo Henrique 50' · Ricardo Oliveira 59' · Vitor Bueno 63' · Vitor Bueno 66' · Vanderlei 73' · Thiago Maia 83' · Elano 85' · Gabriel 87' · Gabriel 88' | Estádio: Arena Capivari Público: 2,541 pagantes Árbitro: SP Rodrigo Guarizo Ferreira do Amaral |  |

| 10 de abril 15.ª rodada | Santos                                              | 2 – 1                    | Audax                                                                | Santos, (SP)                                                                           |  |
| 16:00 (de Brasília)     | · Léo Cittadini 58' · Zeca 66' · Ronaldo Mendes 87' | Relatório Súmula Borderô | · Wellington 44' · Sidão 45+2' · Gabriel Nunes 54' · Tchê Tchê 90+1' | Estádio: Vila Belmiro Público: 12,368 pagantes Árbitro: SP Rafael Gomes Felix da Silva |  |

#### Fase final

##### Partidas

###### Quartas-de-final
| 16 de abril Jogo único | Santos                                              | 2 – 0                    | São Bento | Santos, (SP)                                                                              |  |
| 18:30 (de Brasília)    | · Vitor Bueno 8' · Vitor Bueno 41' · David Braz 75' | Relatório Súmula Borderô |           | Estádio: Vila Belmiro Público: 12,051 pagantes Árbitro: SP Vinícius Gonçalves Dias Araújo |  |

###### Semifinal
| 24 de abril Jogo único                   | Santos                                                                    | 2 – 2 (3 – 2 pen.)                                              | Palmeiras | Santos, (SP)                                                                                  |  |
| 16:00 (de Brasília)                      | · Gabriel 39' · Elano 45' · Gabriel 45+3' · Gabriel 74' · Vitor Bueno 75' | Relatório Súmula Borderô                                        | · Egídio 16' · Alecsandro 45+3' · Gabriel 54' · Thiago Martins 56' · Matheus Sales 61' · Rafael Marques 87' · Rafael Marques 89' · Vagner 90' · Vitor Hugo 90+2' | Estádio: Vila Belmiro Público: 13,690 pagantes Árbitro: SP Marcelo Aparecido Ribeiro de Souza |  |
|                                          |                                                                           | Penalidades                                                     | |                                                                                               |  |
| Lucas Lima David Braz Zeca Victor Ferraz |                                                                           | Cleiton Xavier Lucas Barrios Jean Rafael Marques Fernando Prass | |                                                                                               |  |

###### Final
| 1 de maio Jogo de ida | Audax                                          | 1 – 1                    | Santos                                                       | Osasco, (SP)                                                                                    |  |
| 16:00 (de Brasília)   | · André Castro 40' · Mike 57' · Wellington 74' | Relatório Súmula Borderô | · Lucas Lima 59' · Ronaldo Mendes 79' · Gustavo Henrique 85' | Estádio: Prefeito José Liberatti Público: 12,669 pagantes Árbitro: SP Flávio Rodrigues de Souza |  |

| 8 de maio Jogo de volta | Santos                                                                                           | 1 – 0                    | Audax                       | Santos, (SP)                                                                    |  |
| 16:00 (de Brasília)     | · Victor Ferraz 2' · Ricardo Oliveira 44' · Gustavo Henrique 51' · Thiago Maia 53' · Gabriel 69' | Relatório Súmula Borderô | Velicka 69' Bruno Paulo 79' | Estádio: Vila Belmiro Público: 16,018 pagantes Árbitro: SP Raphael Claus (FIFA) |  |

### Copa do Brasil

#### Primeira fase - Chave 1
| 21 de abril Jogo de ida | Santos-AP                                              | 1 – 1                    | Santos                                                   | Macapá, (AP)                                                                       |  |
| 21:30 (de Brasília)     | · Rafinha 44' · Armando 56' · Cavalo 70' · Fabinho 79' | Relatório Súmula Borderô | · Luiz Felipe 58' · Paulinho 74' · Joel 78' · Alison 88' | Estádio: Zerão Público: 503 pagantes Árbitro: PA Joelson Nazareno Ferreira Cardoso |  |

| 28 de abril Jogo de volta | Santos | 3 – 0                    | Santos-AP                                                     | Santos, (SP)                                                                      |  |
| 21:30 (de Brasília)       | · Elano 30' · Luiz Felipe 45+1' · Lucas Veríssimo 49' · Ronaldo Mendes 66' · Alison 71' · Alison 71' · Joel 82' | Relatório Súmula Borderô | Lessandro 48' Rafinha 59' Cavalo 65' Pretão 71' Lessandro 71' | Estádio: Vila Belmiro Público: 5,140 pagantes Árbitro: SC William Machado Steffen |  |

#### Segunda fase - Chave 41
| 11 de maio Jogo de ida | Galvez                                | 0 – 3                    | Santos                                                                                            | Rio Branco, (AC)                                                                   |  |
| 19:30 (de Brasília)    | Gato 53' Araújo Jordão 73' Chumbo 84' | Relatório Súmula Borderô | · Rafael Longuine 36' · Paulinho 45' · Lucas Veríssimo 46' · Paulinho 56' · Fernando Medeiros 59' | Estádio: Arena da Floresta Público: 1,572 pagantes Árbitro: RJ Rodrigo Nunes de Sá |  |

#### Terceira fase - Chave 61
| 20 de julho Jogo de ida | Gama | 0 – 0 | Santos |                         |  |
| 21:45                   |      |       |        | Renda: R$ R$ 293,139,00 |  |

| 27 de julho Jogo de volta | Santos                                     | 3 – 0 | Gama |                         |  |
| 21:45                     | Ricardo Oliveira 26', 44' (pen), 57' (pen) |       |      | Renda: R$ R$ 147,395,00 |  |

#### Oitavas de Finais - Chave 3
| 24 de agosto Jogo de ida | Santos                                             | 3 – 1 | Vasco da Gama   |                         |  |
| 19:30                    | Renato 30' · Ricardo Oliveira 36' · Lucas Lima 65' |       | 90+5' Éder Luís | Renda: R$ R$ 231,065,00 |  |

| 21 de setembro Jogo de volta | Vasco da Gama          | 2 – 2 | Santos                   |                         |  |
| 21:45                        | Nenê 24' · Éderson 69' |       | 10' Copete · 83' Rodrigo | Renda: R$ R$ 469,245,00 |  |

#### Quartas de Finais - Chave S2
| 28 de setembro Jogo de ida | Santos                    | 2 – 1 | Internacional |                         |  |
| 19:30                      | Copete 48' · Rodrigão 55' |       | 71' Seijas    | Renda: R$ R$ 239,880,00 |  |

| 19 de outubro | Internacional        | 2 – 0 | Santos |                         |  |
| 19:30         | Aylon 9' · Sasha 87' |       |        | Renda: R$ R$ 188,390,00 |  |

### Campeonato Brasileiro - Série A
| Pos | Equipe              | Pts | J  | V  | E  | D  | GP | GC | SG  | Classificação ou descenso                   |
| --- | ------------------- | --- | -- | -- | -- | -- | -- | -- | --- | ------------------------------------------- |
| 1   | Palmeiras (C)       | 80  | 38 | 24 | 8  | 6  | 62 | 32 | +30 | Fase de grupos da Copa Libertadores de 2017 |
| 2   | Santos              | 71  | 38 | 22 | 5  | 11 | 59 | 35 | +24 | Fase de grupos da Copa Libertadores de 2017 |
| 3   | Flamengo            | 71  | 38 | 20 | 11 | 7  | 52 | 35 | +17 | Fase de grupos da Copa Libertadores de 2017 |
| 4   | Atlético Mineiro    | 62  | 38 | 17 | 11 | 10 | 61 | 53 | +8  | Fase de grupos da Copa Libertadores de 2017 |
| 5   | Botafogo            | 59  | 38 | 17 | 8  | 13 | 43 | 39 | +4  | Segunda fase da Copa Libertadores de 2017   |
| 6   | Atlético Paranaense | 57  | 38 | 17 | 6  | 15 | 38 | 32 | +6  | Segunda fase da Copa Libertadores de 2017   |
| 7   | Corinthians         | 55  | 38 | 15 | 10 | 13 | 48 | 42 | +6  | Copa Sul-Americana de 2017                  |
| 8   | Ponte Preta         | 53  | 38 | 15 | 8  | 15 | 48 | 52 | −4  | Copa Sul-Americana de 2017                  |
| 9   | Grêmio              | 53  | 38 | 14 | 11 | 13 | 41 | 44 | −3  | Fase de grupos da Copa Libertadores de 2017 |
| 10  | São Paulo           | 52  | 38 | 14 | 10 | 14 | 44 | 36 | +8  | Copa Sul-Americana de 2017                  |
| 11  | Chapecoense         | 52  | 38 | 13 | 13 | 12 | 49 | 56 | −7  | Fase de grupos da Copa Libertadores de 2017 |
| 12  | Cruzeiro            | 51  | 38 | 14 | 9  | 15 | 48 | 49 | −1  | Copa Sul-Americana de 2017                  |
| 13  | Fluminense          | 50  | 38 | 13 | 11 | 14 | 45 | 45 | 0   | Copa Sul-Americana de 2017                  |
| 14  | Sport               | 47  | 38 | 13 | 8  | 17 | 49 | 55 | −6  | Copa Sul-Americana de 2017                  |
| 15  | Coritiba            | 46  | 38 | 11 | 13 | 14 | 41 | 42 | −1  |                                             |
| 16  | Vitória             | 45  | 38 | 12 | 9  | 17 | 51 | 53 | −2  |                                             |
| 17  | Internacional       | 43  | 38 | 11 | 10 | 17 | 35 | 41 | −6  | Rebaixados à Série B de 2017                |
| 18  | Figueirense         | 37  | 38 | 8  | 13 | 17 | 30 | 50 | −20 | Rebaixados à Série B de 2017                |
| 19  | Santa Cruz          | 28  | 38 | 8  | 7  | 23 | 45 | 69 | −24 | Rebaixados à Série B de 2017                |
| 20  | América Mineiro     | 28  | 38 | 7  | 7  | 24 | 23 | 58 | −35 | Rebaixados à Série B de 2017                |

1. 1 2 3  Grêmio e Chapecoense têm vaga garantida na Copa Libertadores de 2017 por serem campeões, respectivamente, da Copa do Brasil de 2016 e da Copa Sul-Americana de 2016.
2. 1 2  O jogo da 38ª rodada entre Chapecoense e Atlético Mineiro foi cancelado depois que ambas as equipes se recusaram a jogar após o acidente do avião da equipe da Chapecoense.[10] Ambas as equipes receberam um duplo walkover (derrota por 0–3).[11]
3. ↑  O Santa Cruz foi penalizado com a perda de três pontos por atraso no pagamentos de salários.

#### Desempenho por rodada
Desempenho do Santos por rodada:
| Rodadas   | 1.ª  | 2.ª | 3.ª | 4.ª  | 5.ª  | 6.ª  | 7.ª | 8.ª | 9.ª | 10.ª | 11.ª | 12.ª | 13.ª | 14.ª | 15.ª | 16.ª | 17.ª | 18.ª | 19.ª | 20.ª | 21.ª | 22.ª | 23.ª | 24.ª | 25.ª | 26.ª | 27.ª | 28.ª | 29.ª | 30.ª | 31.ª | 32.ª | 33.ª | 34.ª | 35.ª | 36.ª | 37.ª | 38.ª |
| Local     | F    | C   | F   | C    | F    | C    | F   | C   | F   | F    | C    | F    | C    | F    | C    | F    | C    | C    | F    | C    | F    | C    | F    | C    | F    | C    | F    | C    | C    | F    | C    | F    | C    | F    | C    | F    | F    | C    |
| Resultado | D    | V   | E   | D    | D    | V    | V   | V   | D   | V    | V    | D    | V    | E    |      |      |      |      |      |      |      |      |      |      |      |      |      |      |      |      |      |      |      |      |      |      |      |      |
| Colocação | 14.º | 9.º | 7.º | 12.º | 15.º | 11.º | 5.º | 4.º | 8.º | 5.º  | 3.º  | 6.º  | 4.º  | 4.º  |      |      |      |      |      |      |      |      |      |      |      |      |      |      |      |      |      |      |      |      |      |      |      |      |

#### Partidas
Vitória
      Empate
      Derrota

##### Primeiro turno
| 14 de maio 1.ª rodada | Atlético Mineiro                                           | 1 – 0                    | Santos                              | Belo Horizonte, (MG)                                                              |  |
| 18:30 (de Brasília)   | · Juan Cazares 14' · Juan Cazares 34' · Carlos Eduardo 55' | Relatório Súmula Borderô | David Braz 51' Gustavo Henrique 62' | Estádio: Independência Público: 4,889 pagantes Árbitro: BA Jailson Macedo Freitas |  |

| 22 de maio 2.ª rodada | Santos | 2 – 1                    | Coritiba                                    | Santos, (SP)                                                                             |  |
| 11:00 (de Brasília)   | · Victor Ferraz 22' · Zeca 23' · Vitor Bueno 30' · Gustavo Henrique 52' · Vitor Bueno 61' · Ronaldo Mendes 90+5' · Renato 90+6' | Relatório Súmula Borderô | · Alan Santos 17' · Kléber 19' · Kléber 24' | Estádio: Vila Belmiro Público: 7,472 pagantes Árbitro: MG Ricardo Marques Ribeiro (FIFA) |  |

| 25 de maio 3.ª rodada | Figueirense                                                  | 2 – 2                    | Santos | Florianópolis, (SC)                                                                           |  |
| 19:30 (de Brasília)   | · Elicarlos 24' · Jaime 33' · Rafael Moura 37' · Ermel 90+1' | Relatório Súmula Borderô | · Vitor Bueno 42' (pen) · Joel 58' (pen) · Rafael Longuine 58' · Gustavo Henrique 67' · Matheus Nolasco 71' · Paulinho 85' | Estádio: Orlando Scarpelli Público: 5,849 pagantes Árbitro: RJ Wagner do Nascimento Magalhães |  |

| 29 de maio 4.ª rodada | Santos          | 0 – 1                    | Internacional             | Santos, (SP)                                                                           |  |
| 18:30 (de Brasília)   | Luiz Felipe 64' | Relatório Súmula Borderô | · William 34' · Aylon 83' | Estádio: Vila Belmiro Público: 4,468 pagantes Árbitro: GO André Luiz de Freitas Castro |  |

| 1 de junho 5.ª rodada | Corinthians          | 1 – 0          | Santos | São Paulo, (SP)                                                                    |  |
| 21:00 (de Brasília)   | Giovanni Augusto 81' | Súmula Boletim |        | Estádio: Arena Corinthians Público: 30 187 Árbitro: RS Leandro Pedro Vuaden (FIFA) |  |

| 5 de junho 6.ª rodada | Santos                                           | 3 – 0          | Botafogo | São Paulo, (SP)                                                  |  |
| 11:00 (de Brasília)   | Vitor Bueno 10' · Paulinho 34' · Bruno Silva 69' | Súmula Boletim |          | Estádio: Pacaembu Público: 16 530 Árbitro: SC Sandro Meira Ricci |  |

| 12 de junho 7.ª rodada | Santa Cruz          | 0 – 2                 | Santos | Recife, (PE)                                                         |  |
| 11:00 (de Brasília)    | 44' Zeca · 64' Joel | SporTV Súmula Boletim |        | Estádio: Arruda Público: 16 464 Árbitro: GO Elmo Alves Resende Cunha |  |

| 15 de junho 8.ª rodada | Santos                        | 2 – 0          | Sport | Santos, (SP)                                                          |  |
| 21:00 (de Brasília)    | Gabriel 65' · Vitor Bueno 87' | Súmula Boletim |       | Estádio: Vila Belmiro Público: 4 937 Árbitro: RS Leandro Pedro Vuaden |  |

| 18 de junho 9.ª rodada | Atlético Paranaense | 1 – 0                 | Santos | Curitiba, (PR)                                                         |  |
| 16:00 (de Brasília)    | Paulo André 87'     | SporTV Súmula Boletim |        | Estádio: Arena da Baixada Público: 15 359 Árbitro: RS Anderson Daronco |  |

| 22 de junho 10.ª rodada | Fluminense             | 2 – 4                   | Santos                                              | Cariacica, (ES)                                                                   |  |
| 21:45 (de Brasília)     | Marcos Júnior 13', 65' | Globo RJ Súmula Boletim | 38' Rodrigão · 45+2', 50' Gabriel · 72' Luiz Felipe | Estádio: Estádio Kléber Andrade Público: 4 721 Árbitro: PR Rodolpho Toski Marques |  |

| 26 de junho 11.ª rodada | Santos                                         | 3 – 0                   | São Paulo | São Paulo, (SP)                                                                   |  |
| 16:00 (de Brasília)     | Vitor Bueno 1' · Rodrigão 38' · Lucas Lima 89' | Globo SP Súmula Boletim |           | Estádio: Estádio do Pacaembu, São Paulo Público: 23 397 Árbitro: SP Raphael Claus |  |

| 29 de junho 12.ª rodada | Grêmio                                         | 3 – 2                 | Santos                | Porto Alegre, (RS)                                                                    |  |
| 19:30 (de Brasília)     | Giuliano 2' · Douglas 44' · Marcelo Hermes 88' | SporTV Súmula Boletim | 64' Copete · 82' Zeca | Estádio: Arena do Grêmio, Público: 13 088 Árbitro: GO Eduardo Tomaz de Aquino Valadão |  |

| 3 de julho 13.ª rodada | Santos                               | 3 – 0          | Chapecoense | Santos, (SP)                                                            |  |
| 16:00 (de Brasília)    | Rodrigão 61' · Copete 65' · Yuri 86' | Súmula Boletim |             | Estádio: Vila Belmiro Público: 10 322 Árbitro: RJ Bruno Arleu de Araújo |  |

| 12 de julho 14.ª rodada | Palmeiras | 1 – 1          | Santos      | São Paulo, (SP)                                                            |  |
| 21:00 (de Brasília)     | Mina 6'   | Súmula Boletim | 55' Gabriel | Estádio: Allianz Parque Público: 40 035 Árbitro: GO Wilton Pereira Sampaio |  |

| 16 de julho 15.ª rodada | Santos                                            | 3 – 1 | Ponte Preta |                         |  |
| 18:30                   | Victor Ferraz 21' · Vitor Bueno 55' · Gabriel 71' |       | 84' Roger   | Renda: R$ R$ 364,360,00 |  |

| 24 de julho 16.ª rodada | Vitória               | 2 – 3 | Santos                                       |                         |  |
| 18:30                   | Kanu 29' · Vander 70' |       | 19' Vitor Bueno · 31' Copete · 82' Jean Mota | Renda: R$ R$ 139,965,00 |  |

| 31 de julho 17.ª rodada | Santos                      | 2 – 0 | Cruzeiro |                         |  |
| 16:00                   | Vitor Bueno 61' · Lucas 74' |       |          | Renda: R$ R$ 421,520,00 |  |

| 3 de agosto 18.ª rodada | Santos | 0 – 0 | Flamengo |                           |  |
| 21:45                   |        |       |          | Renda: R$ R$ 1,805,890,00 |  |

| 7 de agosto 19.ª rodada | América Mineiro | 1 – 0 | Santos |                        |  |
| 11:00                   | Juninho 89'     |       |        | Renda: R$ R$ 58,290,00 |  |

##### Segundo turno
| 14 de agosto | Santos                                             | 3 – 0 | Atlético Mineiro |                         |  |
| 16:00        | Gustavo Henrique 12' · Ricardo Oliveira 68', 90+3' |       |                  | Renda: R$ R$ 410,170,00 |  |

| 21 de agosto | Coritiba                   | 2 – 1 | Santos               |                         |  |
| 18:00        | Kléber 72' · Iago Dias 86' |       | 59' Ricardo Oliveira | Renda: R$ R$ 177,455,00 |  |

| 28 de agosto | Santos | 0 – 1 | Figueirense            |                         |  |
| 11:00        |        |       | 47' (pen) Rafael Moura | Renda: R$ R$ 465,045,00 |  |

| 8 de setembro | Internacional          | 2 – 1 | Santos               |                         |  |
| 21:00         | Seijas 41' · Aylon 61' |       | 27' Ricardo Oliveira | Renda: R$ R$ 763,100,00 |  |

| 11 de setembro | Santos                             | 2 – 1 | Corinthians |                         |  |
| 16:00          | Vitor Bueno 70' (pen) · Renato 85' |       | 36' Marlone | Renda: R$ R$ 434,160,00 |  |

| 14 de setembro | Botafogo | 0 – 1 | Santos  |                         |  |
| 19:30          |          |       | 3' Zeca | Renda: R$ R$ 185,240,00 |  |

| 18 de setembro | Santos                                      | 3 – 2 | Santa Cruz    |                         |  |
| 18:30          | Copete 4' · Jean Mota 71' · Vitor Bueno 86' |       | 55', 85' Keno | Renda: R$ R$ 884,560,00 |  |

| 24 de setembro | Sport       | 1 – 0 | Santos |                         |  |
| 18:30          | Rogério 10' |       |        | Renda: R$ R$ 129,495,00 |  |

| 1 de outubro | Santos                                    | 2 – 0 | Atlético Paranaense |                         |  |
| 16:00        | Ricardo Oliveira 29' (pen) · Paulinho 82' |       |                     | Renda: R$ R$ 173,620,00 |  |

| 5 de outubro | Santos                            | 2 – 1 | Fluminense           |                         |  |
| 21:00        | Copete 48' · Ricardo Oliveira 79' |       | 62' Wellington Silva | Renda: R$ R$ 141,310,00 |  |

| 13 de outubro | São Paulo | 0 – 1 | Santos     |                         |  |
| 21:00         |           |       | 46' Copete | Renda: R$ R$ 578,430,00 |  |

| 16 de outubro | Santos      | 1 – 1 | Grêmio     |                         |  |
| 19:30         | Noguera 20' |       | 9' Everton | Renda: R$ R$ 230,510,00 |  |

| 23 de outubro | Chapecoense | 0 – 1 | Santos        |                         |  |
| 19:30         |             |       | 3' Lucas Lima | Renda: R$ R$ 141,065,00 |  |

| 29 de outubro | Santos     | 1 – 0 | Palmeiras |                         |  |
| 19:30         | Copete 67' |       |           | Renda: R$ R$ 413,390,00 |  |

| 6 de novembro | Ponte Preta               | 1 – 2 | Santos                            |                         |  |
| 11:00         | William Pottker 21' (pen) |       | 66' Ricardo Oliveira · 88' Copete | Renda: R$ R$ 103,740,00 |  |

| 17 de novembro | Santos                                       | 3 – 2 | Vitória                            |                         |  |
| 19:30          | Copete 35', 83' · Ricardo Oliveira 66' (pen) |       | 61' (pen) Marinho · 90+3' Serginho | Renda: R$ R$ 260,390,00 |  |

| 20 de novembro | Cruzeiro                    | 2 – 2 | Santos                          |                         |  |
| 17:00          | Arrascaeta 21' · Manoel 88' |       | 47', 61' (pen) Ricardo Oliveira | Renda: R$ R$ 317,185,00 |  |

| 27 de novembro | Flamengo                | 2 – 0 | Santos |                           |  |
| 17:00          | Guerrero 4' · Diego 84' |       |        | Renda: R$ R$ 1,601,982,00 |  |

| 11 de dezembro | Santos               | 1 – 0 | América Mineiro |                         |  |
| 17:00          | Ricardo Oliveira 48' |       |                 | Renda: R$ R$ 209,660,00 |  |

## Público

### Em geral
| Competição            | Público[PP] | Partidas | Média  |
| --------------------- | ----------- | -------- | ------ |
| Campeonato Paulista   | 114.933     | 11       | 10.449 |
| Copa do Brasil        | 5.140       | 1        | 5.140  |
| Campeonato Brasileiro | 11.940      | 2        | 5.970  |
| Total                 | 132.013     | 14       |        |
| Média                 | 9.430       |          |        |

- PP. ^ Considera-se apenas o público pagante
- Arrecadação com bilheteria:  R$ 4.628.435,00

### Maiores públicos
| Nº | Público[PP] | Mandante | Placar | Visitante   | Estádio      | Data            | Competição          | Etapa            |
| -- | ----------- | -------- | ------ | ----------- | ------------ | --------------- | ------------------- | ---------------- |
| 1  | 16.018      | Santos   | 1–0    | Audax       | Vila Belmiro | 8 de maio       | Campeonato Paulista | Final            |
| 2  | 15.985      | Santos   | 1–0    | Água Santa  | Pacaembu     | 12 de março     | Campeonato Paulista | 9.ª rodada       |
| 3  | 13.690      | Santos   | 2–2    | Palmeiras   | Vila Belmiro | 24 de abril     | Campeonato Paulista | Semifinal        |
| 4  | 12.368      | Santos   | 2–1    | Audax       | Vila Belmiro | 10 de abril     | Campeonato Paulista | 15.ª rodada      |
| 5  | 12.051      | Santos   | 2–0    | São Bento   | Vila Belmiro | 16 de abril     | Campeonato Paulista | Quartas-de-final |
| 6  | 9.897       | Santos   | 4–1    | Mogi Mirim  | Pacaembu     | 25 de fevereiro | Campeonato Paulista | 6.ª rodada       |
| 7  | 9.635       | Santos   | 2–0    | Corinthians | Vila Belmiro | 6 de março      | Campeonato Paulista | 8.ª rodada       |

- PP. ^ Considera-se apenas o público pagante

### Menores públicos
| Nº | Público[PP] | Mandante | Placar | Visitante     | Estádio      | Data           | Competição            | Etapa         |
| -- | ----------- | -------- | ------ | ------------- | ------------ | -------------- | --------------------- | ------------- |
| 1  | 4.208       | Santos   | 4–1    | Ferroviária   | Vila Belmiro | 31 de março    | Campeonato Paulista   | 13.ª rodada   |
| 2  | 4.468       | Santos   | 0–1    | Internacional | Vila Belmiro | 29 de maio     | Campeonato Brasileiro | 4.ª rodada    |
| 3  | 5.140       | Santos   | 3–0    | Santos-AP     | Vila Belmiro | 28 de abril    | Copa do Brasil        | Primeira fase |
| 4  | 5.501       | Santos   | 2–1    | Ituano        | Vila Belmiro | 6 de fevereiro | Campeonato Paulista   | 3.ª rodada    |
| 5  | 6.239       | Santos   | 1–1    | São Paulo     | Vila Belmiro | 27 de março    | Campeonato Paulista   | 12.ª rodada   |
| 6  | 7.472       | Santos   | 2–1    | Coritiba      | Vila Belmiro | 22 de maio     | Campeonato Brasileiro | 2.ª rodada    |
| 7  | 9.341       | Santos   | 1–1    | São Bernardo  | Vila Belmiro | 30 de janeiro  | Campeonato Paulista   | 1.ª rodada    |

- PP. ^ Considera-se apenas o público pagante